# X3: Reunion
X3: Reunion (zapisywane jako X³: Reunion) – symulator lotów kosmicznych stworzony przez Egosoft i wydany przez Deep Silver w 2005 roku. Gra jest kontynuacją X2:The Threat z 2003 roku, a celem gracza jest eksploracja kosmosu, handel towarami oraz wykonywanie misji bojowych. Twórcy usprawnili silnik graficzny i wprowadzili nowe modele ekonomii.